# Sanjay és Craig
A Sanjay és Craig (eredeti cím: Sanjay and Craig) 2013 és 2016 között vetített amerikai 2D-s számítógépes animációs kalandsorozat, amelyet Jay Howell, James Dirschberger és Andreas Trolf alkotott.
A producere Lisa Thibault Woods. Zenéjét Matt Mahaffey szerezte. A sorozat gyártója a Forest City Rockers és a Nickelodeon Animation Studio, forgalmazója a ViacomCBS Domestic Media Networks.
Amerikában 2013. május 25-én a Nickelodeonon mutatta be, Magyarországon 2014. március 9-én szintén a Nickelodeon mutatta be.

## Ismertető
Sanjay tipikus 12 éves. Rajong az akcióhősökért, plátói szerelméhez hozzá sem mer szólni és imádja a fingok gyűjtését és a csirkeszárnyat, mindezt a legjobb barátjával, Craig-gel, aki egy beszélő kígyó, és akinek valódi kilétét titkolniuk kell. Pontosan ezért nem véletlenül ő az álcázás nagymestere.

## Szereplők
| Szereplő neve      | Eredeti hang     | Magyar hang                                              |
| ------------------ | ---------------- | -------------------------------------------------------- |
| Sanjay Patel       | Maulik Pancholy  | Joó Gábor                                                |
| Craig Slithers     | Chris Hardwick   | Kisfalusi Lehel                                          |
| Vijay Patel        | Kunal Nayyar     | Gubányi György István                                    |
| Darlene Patel      | Grey DeLisle     | Köves Dóra                                               |
| Sandy              | Grey DeLisle     | Sipos Eszter Anna                                        |
| Belle Pepper       | Nika Futterman   | Bálizs Anett                                             |
| Hector Flanagan    | Matt Jones       | Czető Roland                                             |
| Megan Sparkles     | Linda Cardellini | Berkes Boglárka                                          |
| Scabs              | Nolan North      | Potocsny Andor                                           |
| Mr. Leslie Noodman | Tony Hale        | Bartucz Attila Pálmai Szabolcs (2. évad néhány epizódja) |
| Remington Tufflips | Chris D'Elia     | Horváth-Töreki Gergely                                   |
| Tyson              | David Hornsby    | Kováts Dániel                                            |

- Mesélő/Narrátor/Bemondó: Bozai József, Endrédi Máté

## Sorozat humora
A sorozat felnőttes humort használ, az alkotók elmondták, hogy ez azért van, mert a szüleik ápolónők és sok durva humort meséltek el.

## Epizódok
| Évad | Évad | Epizódok | Eredeti sugárzás    | Eredeti sugárzás | Magyar sugárzás  | Magyar sugárzás      |
| Évad | Évad | Epizódok | Évadpremier         | Évadfinálé       | Évadpremier      | Évadfinálé           |
| ---- | ---- | -------- | ------------------- | ---------------- | ---------------- | -------------------- |
|      | 1    | 20       | 2013. május 25.     | 2014. július 12. | 2014. március 9. | 2015. január 25.     |
|      | 2    | 20       | 2014. július 19.    | 2015. október 9. | 2015. február 1. | 2016. január 12.     |
|      | 3    | 20       | 2015. szeptember 7. | 2016. július 29. | 2016. május 30.  | 2016. szeptember 27. |